# Selenops candidus
Espèce
Synonymes
- Selenops lunatus Muma, 1953

Selenops candidus est une espèce d'araignées aranéomorphes de la famille des Selenopidae.

## Distribution
Cette espèce est endémique de Jamaïque.

## Description
Les mâles mesurent de 9,0 à 11,0 mm. Le mâle décrit par Alayón en 2005 mesure 8,73 mm et la femelle 14,58 mm.

## Publication originale
- Muma, 1953 : A study of the spider family Selenopidae in North America, Central America, and the West Indies. American Museum novitates, no 1619, p. 1-55 (texte intégral).